# Aliaksei Shmantsar
Aliaksei Shmantsar, né le 12 mai 2000, à Kalinkavitchy, est un coureur cycliste biélorusse. Il participe à des compétitions sur route et sur piste.

## Biographie
Aliaksei Shmantsar est notamment devenu champion de Biélorussie de poursuite par équipes en 2020, aux côtés de Raman Tsishkou, Yauheni Akhramenka et Kiryl Prymakou. Il a également représenté son pays natal aux championnats d'Europe et aux championnats du monde sur piste en 2021. 

## Palmarès sur piste

### Championnats du monde
- Roubaix 2021
  - 12e de l'américaine
  - 19e de la poursuite par équipes

### Championnats d'Europe
- Granges 2021
  - 23e de la poursuite par équipes

### Championnats nationaux
- 2018
  - 3e du championnat de Biélorussie de poursuite par équipes juniors
- 2019
  - 2e du championnat de Biélorussie de poursuite par équipes
- 2020
  -  Champion de Biélorussie de poursuite par équipes (avec Raman Tsishkou, Yauheni Akhramenka et Kiryl Prymakou)
- 2021
  - 2e du championnat de Biélorussie de poursuite par équipes
  - 2e du championnat de Biélorussie de vitesse par équipes

## Palmarès sur route
- 2024
  - 6e étape du Tour de Biélorussie